# Brian Packer
Brian Packer (* 2. März 1944 in Dartford; † 30. August 2021) war ein britischer Boxer.

## Werdegang
Brian Packer begann im Alter von 11 Jahren mit dem Boxsport. Er boxte für den Dartford Amateur Boxing Club. Mit 17 Jahren verletzte er sich schwer an seiner Hand und er unterzog sich mehreren Operationen. Nach zweijähriger Pause wurde Packer 1963 ABA-Champion im Bantamgewicht und konnte diesen im Folgejahr verteidigen. Bei den Olympischen Sommerspielen 1964 in Tokio schied er in der ersten Runde des Bantamgewichtsturniers gegen den späteren Olympiasieger Takao Sakurai aus Japan aus.
Nach den Spielen wurde Packer Profi und gewann 14 seiner 15 Kämpfe. 1968 beendete er seine Profikarriere, als er sich bei einem Arbeitsunfall als Schweißer am Bein schwer verletzte.
Fortan hatte Packer mit einigen gesundheitlichen Einschränkungen zu kämpfen, er erkrankte 2008 an Demenz und starb am 30. August 2021 im Alter von 77 Jahren.